# Технике прикупљања података у развојној психологији
Током протеклих сто година, психолози су усавршавали разноврсне технике за прикупљање информација о развоју деце. Међу најшире коришћеним техникама су извештаји о себи, природна посматрања, експерименти и клинички интервјуи. Ниједна техника не може да одговори на сва наша питања о људском развоју, али свака има стратешку улогу у унапређивању нашег разумевања тог развоја.

## Извештаји о себи
Можда најдиректнији начин да се добију информације о психолошком развоју јесте путем извештаја о себи – одговора људи на питања о њима самима. Психолози обично спроводе интервјуе да би добили овакве извештаје, али често употребљавају и писане упитнике. На овај начин истраживане су различите теме, као што су: адолесцентне идеје у развоју о пријатељству и популарности и родитељске идеје о одгајању деце. У једном истраживању, истраживачи су ишли тако далеко да су тинејџерима давали пејџере који су се оглашавали након случајних интервала током дана, а на тај сигнал тинејџери су попуњавали упитник о томе шта раде и како се осећају у том тренутку.
Извештаји о себи пружају детаљне описе о животном искуству људи и могу открити динамику мисли и понашања што би, иначе, измакло бележењу. Међутим, основно ограничење ове методе је у томе што је ваљаност одговора које људи дају о себи често под знаком питања. Да би решили овај проблем, истраживачи често покушавају да на директан начин посматрају понашања о којима је извештавано. Истраживања заснована на овој стратегији утврдила су само умерено слагање између извештаја људи и њиховог стварног понашања.
Подаци да је памћење родитеља, о себи и својој деци, селективно (или бар да нису вољни о свему да известе) потичу из истраживања у коме је од родитеља тражено да се присете своје васпитне праксе од пре неколико година, када су њихова деца имала 3 године. Родитељске извештаје било је могуће упоредити са оним шта су заиста радили, пошто су учествовали у ранијем истраживању када је њихово понашање посматрано. Истраживачи су утврдили да је сећање родитеља искривљено ка усклађивању са њиховим веровањима о оптималном развоју. На пример, неке мајке су тврдиле да њихова деца никада нису сисала палац – понашање које стручњаци нису одобравали у време првог истраживања – иако је забележено да су се консултовале са педијатрима о дететовом сисању палца. Да би смањили таква искривљења у ретроспективним извештајима, истраживачи сада често траже од родитеља да се усмере на специфично, текуће понашање, као што су напади беса, непослушност, или мокрење у кревет, и траже дневне извештаје о овим понашањима, заједно са реакцијама родитеља на њих.

## Природна посматрања
У деветнаестом веку, неколико научника је почело са писањем биографија беба – дневника у којима су бележили посматрања своје деце. Најпознатији од ових описа је Дарвинов (1877) дневни извештај о раном развоју његовог најстаријег сина. Природњак, Чарлс Дарвин, постао је познат по својој теорији еволуције. Његова посматрања сопственог сина, која је забележио у биографији бебе, пружају један од првих систематских описа развоја новорођенчета. Документујући карактеристике које су заједничке људским бићима и другим врстама, Дарвин се надао да ће подржати своју тезу о људској еволуцији. Дарвинова биографија бебе и друге, попут Леополдових записа о језичком развоју његове ћерке и Пијажеових описа менталног развоја његове деце, показало се да имају трајну научну вредност. Али, сада се биографије беба ретко користе ван области језичког развоја (где су још увек основни извор података), јер чак ни научници не могу задржати објективност кад описују своју децу. Као што је Кесен прокоментарисао: ”Нико не може искривити истину тако убедљиво као брижни родитељ”. Због проблема који настају када одрасли посматрају понашање властите деце, психолози се радије ослањају на извештаје обучених посматрача који немају личне везе са децом коју посматрају.
Циљ ових природних посматрања је добијање детаљних информација о стварном понашању деце у реалном окружењу у коме живе, укључујући кућу, школу и заједницу. Природна посматрања су једно од основних истраживачких оруђа развојних психолога који себе сматрају етолозима. Етологија је једна интердисциплинарна наука која се бави биолошким основама понашања; етолошки оријентисани развојни психолози наглашавају начин на који је развој понашања деце условљен еволуционом историјом Хомо сапијенса. Етолози, у великој мери наглашавају природна посматрања, јер верују да се биолошки важна понашања која утичу на људски развој, најбоље могу проучавати у окружењу у коме имају адаптивни значај.
Када је изучавао дечије интеракције у предшколској учионици, Стрејер је спровео природно посматрање у овој традицији. Посматрајући и бележећи ко је био с ким у интеракцији, и квалитет интеракције, Стрејер и колеге су утврдили да спонтани развој социјалне хијерархије у предшколском одељењу регулише степен агресивности коју мала деца испољавају једна према другој.

### Посматрање у различитим контекстима
Један важан циљ природног посматрања је да опише дечију екологију - теримин који потиче од грчке речи за „кућу”. У биолошким наукама, „кућа” је станиште популације биљака или животиња, а екологија те популације је образац њених односа са средином. У психологији, екологија се односи на обим ситуација у којима су људи учесници, улоге које имају, тешкоће с којима се сусрећу и последице ових сусрета. Сапер и Харкнес, који су проучавали развој деце у Кенији и Сједињеним Државама, говоре о дететовом месту у заједници као о развојној ниши, да би нагласили везе између развоја деце и заједнице у којој су рођени. Они предлажу да се свака развојна ниша анализира у терминима три компоненте:
1. физички и социјални контекст у коме дете живи,
2. културно условљена пракса васпитања и образовања деце у оквиру датог друштва, и
3. психолошке карактеристике родитеља.

Темељни еколошки описи разноврсних животних искустава деце у њиховом социо-културном контексту, као што су ови које су дали Сапер и Харкнес, пружају увид о детету као целини и многим утицајима који делују на дете. Тако можемо сазнати које су највеће тешкоће у животима деце и како се услови могу променити да би се подстакао њихов развој. Најамбициознији пројекат намењен проучавању екологије људског развоја спровели су Беркер и Рајт. Ови истраживачи провели су неколико стотина сати посматрајући и описујући природну екологију школске деце у различитим заједницама у Сједињеним Државама и другим земљама света. У једном таквом истраживању, посматрали су једног седмогодишњег дечака од тренутка када се пробудио, 26. априла 1949. године, док није отишао да спава тог дана.
Забележили су све што је дечак радио, где је ишао, и све што му се, успут, дешавало. Истраживачи су утврдили да је овај дечак само током једног дана учествовао у око 1300 различитих активности у најразличитијим окружењима, у које су биле укључене стотине објеката и десетине људи. Ова посматрања дала су увид у широк обим вештина које деца узраста 7 година поседују и у многе социјалне захтеве који се пред њих постављају.
За Беркера и Рајта, ствар поноса и принципа била је да забележе све што су могли да примете о дневном понашању детета и контекстима у којима се то понашање јављало. Други истраживачи који проучавају децу у различитим контекстима, праве већу селекцију. Обично, унапред одлуче који ће тип понашања посматрати у различитим контекстима, или изаберу неколико важних контекста у оквиру којих ће обавити детаљно посматрање различитих понашања које дете испољава.
На пример, у изучавању мајанске деце, узраста од 1 до 14 година, у једном селу у Гватемали, Барбара Рогоф изабрала је неколико кратких временских периода за „сликање” активности деце. Рогоф је направила листу опсервација које је планирала да изведе и направила је распоред по коме су она и њен сарадник посматрали свако дете 10 минута, неколико пута дневно, током различитих дана у недељи. Током овог времена бележили су са ким је дете и шта ради. Рогоф је утврдила да мајанска деца, као и америчка, проводе доста времена одвојена од одраслих.
Међутим, када проводе време са одраслима, њихово искуство је доста различито од искуства деце у Америци. Када су мајанска деца са одраслима, од њих се очекује да помогну одраслима при обављању уобичајених послова. У индустријским друштвима, као што је наше, деца не могу (или им није дозвољено) да помажу одраслима у многим пословима. Уместо тога, када су америчка деца са одраслима, најчешће добијају упутства од њих, чак и ван школе.

### Посматрање у једном контексту
Ширина еколошког приступа захтева много времена и труда за његову примену. Због тога, развојни психолози често ограничавају своја посматрања на једно социјално окружење које се често среће и које је важно за живот детета. Они врло детаљно посматрају интеракције лицем-у-лице између деце, или између деце и одраслих, и начине на које учесници у овим интеракцијама настоје да заједно регулишу своја понашања. На пример, Лиса Србин и колеге испитивали су интеракције између наставника и ученика у 15 предшколских одељења да би видели да ли било шта у понашању наставника може, ненамерно, подстицати агресивност код дечака и зависност код девојчица. Утврдили су да наставници нису обраћали подједнаку пажњу на непримерено понашање дечака и девојчица. Наставници су строго јавно кажњавали дечаке за већи број њихових недела, него девојчице.
Често је овај селективни третман повећавао агресивност код дечака. У паралелном низу посматрања, истраживачи су утврдили да наставници награђују зависно понашање девојчица јер више обраћају пажњу на оне девојчице које седе близу њих; дечацима су поклањали подједнаку пажњу, без обзира на то где су седели. Када се таква пракса експлицира, наставницима се могу предложити нови обрасци интеракције који би подстицали прихватљива понашања школске деце оба пола. Ограничења природних посматрања.
Студије посматрања су камен-темељац истраживања дечијег развоја и кључни извор података о социјалном развоју деце. Међутим, као и у случају са извештајима о себи, постоје ограничења у вези онога што можемо сазнати из њих. Истраживачи приступају посматрању са очекивањем шта ће видети, а сви имамо тенденцију да опажамо селективно, у складу са Гери Трудо кроз стрип коментарише појаву утврђену у оквиру истраживачких посматрања - да наставници различито реагују на дечаке и девојчице у свом одељењу.
Посматрач не може забележити све, тако да су информације неповратно изгубљене. У неким истраживањима, унапред припремљене схеме за бележење спецификују шта треба тражити и како то забележити. Проблем са таквим схемама је што нису довољно флексибилне да узму у обзир неочекиване догађаје, тако да су, такође и на овај начин, детаљи изгубљени. Ако прође време између догађаја и бележења, посматрање може бити даље искривљено, јер селективно памћење људи појачава проблем селективног посматрања. Снимање понашања на траци или филму је корисно, али захтева јако много времена за анализу. Друга тешкоћа са истраживачким посматрањем је у томе што се понашање људи мења када знају да су посматрани, стварајући лажну слику њиховог стварног понашања. Лабораторијско истраживање интеракције између мајки и деце потврдило је овај проблем. Грејвс и Глик тражили су од мајки да помогну својој деци, старој 18 до 25 месеци, да склопе једноставне пазле. Да би утврдили утицај који посматрање има на понашање мајки, истраживачи су половини узорка рекли да више не ради опрема коришћена за снимање интеракција.
Утврдили су да се мајке које су веровале да их не снимају, понашају мање формално него мајке које су знале да их снимају, али да нису биле толико од помоћи својој деци. Можда је највећи проблем са природним посматрањем у томе што не омогућава истраживачу да утврди узрочне односе међу појавама, што је основни научни циљ.
Поређењем посматрања може се утврдити да ли постоји корелација између два фактора; тј. да ли промене једног фактора варирају са променама другог фактора. Али, корелација нам не говори да ли један фактор узрокује други, или су оба фактора узрокована трећим, неутврђеним фактором. На пример, у својој еколошкој студији Беркер и Рајт су открили многе везе између окружења у којима се деца налазе и карактеристика дечијег понашања у тим окружењима; слично томе, Србин и колеге открили су интересантне обрасце у односу наставника према дечацима и девојчицама. Међутим, ни једно од наведених истраживања није указало на узроке описаних образаца.

## Експерименталне методе
Експеримент се у психологији обично састоји од увођења неке промене у искуство особе или животиње, а затим у мерењу ефеката те промене на понашање особе или животиње. Идеално, сви остали могући узрочни утицаји држе се константним док се фактор који се испитује варира, да би се утврдило да ли тај фактор доводидо неке промене. Ако је експеримент добро осмишљен и изведен, требало би да пружи доказе за потврђивање научне хипотезе о узроцима посматраног понашања. Научна хипотеза је претпоставка која је довољно прецизна да се може проверити и за коју се може показати да није тачна. Ако не постоји начин да се хипотеза оспори, она има мали научни значај. Једно истраживање о развоју страха од висине, Кампоса и колега, показује како експериментална метода може помоћи у разјашњавању сумњи у вези са узрочним факторима развоја. Много година веровало се да је страх од висине урођен.
Према овом становишту, страх од висине постаје уочљив када беба почне да се самостално креће, не зато што страх узрокује кретање нити кретање узрокује страх, већ зато што су и једно и друго резултат матурационих фактора и случајно се развијају у исто време. Кампос и његове колеге нису се слагали са овом хипотезом. Они су веровали да је страх од висине последица искуства, посебно искуства које беба стиче када почне да пузи. Кампос и колеге почели су са проучавањем групе беба, узраста од 6 до 8 месеци, недељу или две дана након што су почеле да пузе. Открили су да су у првих неколико прилика које су им пружене све бебе прешле визуелну литицу – платформу која је остављала утисак да је оштра стрмина дели од много ниже платформе. Међутим, у следећим покушајима бебе су све више одбијале да пређу преко визулене литице, иако никад нису доживеле неку непријатност када су то чиниле. Као да се нешто оформљивало у главама беба како су стицале искуство.
Кампос и колеге осмислили су експеримент да би тестирали хипотезу да је почетак страха од висине последица искуства кретања. Издвојили су 92 бебе које су биле близу узраста на коме се могло очекивати да ће почети да пузе и да испољавају страх од висине. Бебе су, по принципу случајности, распоређене у једну од две групе. Једна група је била експериментална група – група у експерименту у чију средину се уводи промена. Током неколико дана, бебе из ове групе имале су више од 40 сати искуства кретања у ’дубку’ за бебе, пре него што су почеле да пузе. Друга група деце, названа контролна група – група у експерименту која је, што је могуће више, по свим карактеристикама слична експерименталној, осим што није укључена у експерименталну манипулацију – није имала никакво посебно искуство кретања. Ако је хипотеза Кампоса и колега тачна, разлика у искуству између експерименталне и контролне групе у количини искуства које су деца имала у кретању требало би да доведе до разлика у њиховим реакцијама на визуелну литицу.
Четрдесет сати возикања по соби у дубку може деловати као невелико искуство, али је, очигледно, довело до велике разлике у начину на који су бебе из експерименталне групе реаговале када су стављене на визуелну литицу. Иако су се реакције нешто разликовале, у целини, бебе из експерименталне групе испољиле су страх при првом виђењу визуелне литице, док бебе из контролне групе, које нису имале искуство кретања, нису показале страх у првим сусретима са литицом.
Овај експеримент пружио је снажну подршку хипотези да развој кретања игра велику улогу у развоју страха од висине. Додатна истраживања могла би допринети да се искључе могућности које ово истраживање није обухватило. На пример, да су деца била у малим возилима која би им омогућила испитивање средине, али без њиховог кретања, јавило се питање да ли би и тада испољавала страх на визуелној литици. Често је неопходан читав низ истраживања да се издвоје специфични узроци, јер сложеност понашања превазилази могућности истраживача да контролишу све значајне факторе у једном експерименту. Уопштено, јака страна експерименталних метода је у њиховој могућности да издвоје узрочне факторе на начин на који ни једна друга метода истраживања то не може постићи. Два основна фактора ограничавају употребу ове методе као извора информација о развоју: из етичких разлога многи експерименти се не могу извести; и сама контрола средине, коју многи експерименти захтевају, може искривити ваљаност добијених података.

### Етика експерименталних метода
Основно етичко начело свих психолошких истраживања је: Ако истраживачка процедура може нашкодити било коме, не треба је спровести. Међутим, етички проблеми у психолошким истраживањима нису увек тако јасни као што ово начело сугерише. Практично, свака интервенција у живот друге особе укључује неки ризик, па је та одлука тешка. Шта више, фактори који су узети у обзир често варирају од једне културе до друге и од једног историјског периода до другог. Бихејвиориста, Џон Вотсон и Розали Рајнер, 1920. године објавили су резултате експеримента којим су показали да дечији страх од животиња није урођен, већ обликован средином (погледати: експеримент са малим Албертом).
Психолошка процена етичности експеримента Вотсона и Рајнерове сигурно би данас била другачија него током 1920-тих. Психолози су данас много мање сигурни, него што је Вотсон био, у своју способност да изазову, или спрече, психолошке процесе и много потпуније прихватају чињеницу да научно знање никако није сигурно знање. Да би заштитили права деце, савремене истраживаче надгледају њихове институције и владине организације. Пре него што могу да спроведу истраживање, истраживачи морају убедити одбор својих колега да неће наудити људима који учествују у њиховом истраживању и да истраживање тим људима нуди неку добробит на дуже.

## Метод клиничког интервјуа
Пијаже:..кажеш да снови долазе ”из ноћи”. Где иду?
Дете: Свуда.
Пијаже: Чиме сањамо?
Дете: Нашим устима.
Пијаже: А где се налази сан?
Дете: У ноћи.
Пијаже: Где се дешава?
Дете: Свуда. У собама. У кућама.
Пијаже: Где тачно?
Дете: У кревету.
Пијаже: Може ли да се види?
Дете: Не, јер је ту само ноћу.
Пијаже: Да ли би ико могао да зна да ти
сањаш?
Дете: Не, јер је скроз уз нас.
Пијаже: Можеш ли да га додирнеш?
Дете: Не, зато што спаваш када сањаш.

Адаптирано из Piaget, 1929, стр. 93
Суштина клиничког метода је усклађивање питања према појединачном субјекту, при чему свако питање зависи од одговора на претходно питање. Као што назив говори, клинички интервју се често користи за испитивање проблема особа које имају тешкоћа, или које нису добро. Када развојни психолози користе метод клиничког интервјуа на овај начин, они, као и лекари, истражују низ одговарајућих, помоћних средстава. У развојној психологији, најпознатија примена клиничког интервјуа потиче од Сигмунда Фројда, који је сматрао да је рана породична историја детета суштинска за каснији развој личности. Он је, из пацијентових описа, настојао да утврди кључни догађај који је створио тешкоће од којих је особа патила. У Фројдовој употреби клиничког метода, анализа је била удружена са терапијом; теорија аналитичара проверавана је ефикасношћу третмана у разрешавању проблема особе.
Међутим, клинички методи нису ограничени само на патологију. Жан Пијаже је често користио технику клиничког интервјуа да би испитивао дечије развојно разумевање света. У примеру који следи, приметно је да би за Пијажеа било немогуће да претпостави одговоре овог 7½-годишњег детета. Због тога је он прилагођавао своја питања току разговора. Пијаже је веровао да интервјуисањем великог броја деце, различитог узраста, о тако познатим појавама, може да открије основне промене кроз које знање пролази током развоја. Истраживач проверава схватање испитаника испитујући различите линије мишљења и указујући на различите (некада нетачне) алтернативе, зависно од ранијих одговора испитаника.